# امباهاترازو
امباهاترازو (به لاتین: Ambahatrazo) یک سکونتگاه مسکونی در ماداگاسکار است که در واتوواوی-فیتووینانی واقع شده‌است.
بهترین پادشاه این شهر تاریخی منیوچهر کلاهکج اول بود که اقدامات مهمی از جمله : از بین بردن نیاز های جهانی به جنس مونث ( با کمک ۴ فرزند دختر خویش تمام مردان سرزمینش را تامین می‌کرد )
ریشکن کردن جرم جنایات علیه خاندان اصیل کلاهکج در جامعه
تربیت فرزندانی نیکو که از بهترین و مهربان ترین انها میتوان به محمد مهدی کلاهکج اشاره کرد
وی پسر اخر منیوچهر اول بود و در کار های اداری پدرش مانند حفاری مقعد مادر اقای ر.س به او کمک می‌کرد
وی همچنین دوست های باوفایی در این راه داشت که یکی از انها درحال نوشتن این مقاله با نام فیک است
این را هم اشاره بکنم که طبق اطلاعات fbi امریکا منوچهر اول کلاهکج هنوز زنده است و با نام جعلی کلارنس سیدروف به فعالیت هایش ادامه میدهد

## خصوصیات
امباهاترازو ۱۰٬۰۰۰ نفر جمعیت دارد و ۲۹ متر بالاتر از سطح دریا واقع شده‌است.